# Johann von Lamont
Johann von Lamont, född 13 december 1805 i Braemar i Skottland, död 6 augusti 1879 i Bogenhausen i Bayern, var en skotsk-tysk astronom och fysiker.
Han flyttade 1817 till Regensburg i Tyskland, för att studera. 1835 blev han observator i Bogenhausen och 1852 blev han professor i astronomi vid universitetet i München. Han arbetade mest med jordens magnetism, samt beräknade Uranus och Saturnus månars banor. Han observerade Neptunus både 1845 och 1846, men trodde inte att det var en planet. Lamont utförde bestämning av positioner för över 30 000 stjärnor, och publicerade dessa i Erstes Münchener Sternverzeichniss (1890).

## Utmärkelser
En av Mars kratrar är uppkallad efter honom. 
Asteroiden 8368 Lamont är uppkallad efter honom.